# Caule
Caule (niedersorbisch Kula) ist ein Gemeindeteil von Zieckau, einem Ortsteil der Stadt Luckau im Landkreis Dahme-Spreewald in Brandenburg. Mit lediglich etwa 10 Einwohnern zählt Caule zu den kleinsten Dörfern der Niederlausitz.

## Lage
Caule liegt in der Niederlausitz, etwa acht Kilometer nordwestlich von Luckau. Umliegende Ortschaften sind der zur Gemeinde Kasel-Golzig gehörende Ortsteil Jetsch im Norden, Rüdingsdorf im Osten, Gießmannsdorf im Südosten, Zieckau im Süden, Kümmritz im Südwesten sowie der Drahnsdorfer Ortsteil Krossen im Nordwesten.
Die Siedlung Caule liegt etwa einen Kilometer südlich der Kreisstraße K 6138. Südlich des Ortes fließen der Grenzgraben Caule-Zieckau und die Schuge, die Nebenarme der Berste sind.

## Geschichte
Caule wurde erstmals am 11. März 1457 als Kawl in einer Urkunde erwähnt, in der Markgraf Friedrich II. einem Hans Bickler der Mark Brandenburg die Verpfändung seines bäuerlichen Landbesitzes in Caule an drei Luckauer Bürger genehmigte. Der Ortsname stammt aus der sorbischen Sprache und bedeutet Ort, wo Schmiede wohnen.
Im 16. Jahrhundert war das Dorf im Besitz der Adelsfamilie von Schlieben, danach wurde es zusammen mit Zieckau mehrfach verkauft. 1615 ging das Dorf zunächst an Urpitz von Bomsdorf und 1632 an Michael Exss über. Diese Familie besaß das Gut Caule über sieben Generationen bis 1824. Für das Jahr 1655 waren in Caule lediglich zwei Kossäten verzeichnet. Ab 1824 war das Gut in Besitz der Adelsfamilie von Thermo. Im Jahr 1844 waren in Caule 44 Einwohner in sieben Wohngebäuden verzeichnet. Das Dorf verfügte über eine Windmühle. Eingepfarrt war das Dorf nach Gießmannsdorf. Für 1879 ist nachgewiesen, dass Vorwerk Caule derer von Thermo umfasste 225,71 ha. Deren letzte Vertreter waren der Rittmeister d. R. Fedor (1831–1904) und sein Sohn Werner von Thermo (1866–1922), mit umfangreichen Grundbesitz bei Luckau gelegen. Beide waren ganz in Tradition der Vorfahren und des Landadels allgemein Mitglied im evangelischen Johanniterorden. Zuletzt gehörte Caule der Adelsfamilie von Lochow, die 1945 bei einer Bodenreform enteignet wurde. Besonders erwähnenswert sind der weltberühmte Roggenzüchter Ferdinand (III.) von Lochow-Petkus und sein Sohn, der Agrarwissenschaftler Ferdinand (IV.) von Lochow, der Caule von Zieckau aus mitleitete.
Caule wurde seit jeher vom benachbarten Zieckau verwaltet und gehörte früher zum Königreich Preußen. Dort lag das Dorf ab spätestens 1816 im Landkreis Luckau im Regierungsbezirk Frankfurt. Am 25. Juli 1952 wurde Caule dem neu gebildeten Kreis Luckau im Bezirk Cottbus zugeordnet. Nach der Wende lag Caule zunächst im Landkreis Luckau und schloss sich am 25. Mai 1992 als Teil der Gemeinde Zieckau dem Amt Luckau an. Im Zuge der brandenburgischen Kreisreform vom 6. Dezember 1993 wurde die Gemeinde Zieckau mit dem Ortsteil Caule dem Landkreis Dahme-Spreewald zugeordnet.
Am 31. Dezember 1999 wurde Zieckau nach Luckau eingemeindet und Caule zu einem Gemeindeteil herabgestuft.